# Mozzarella

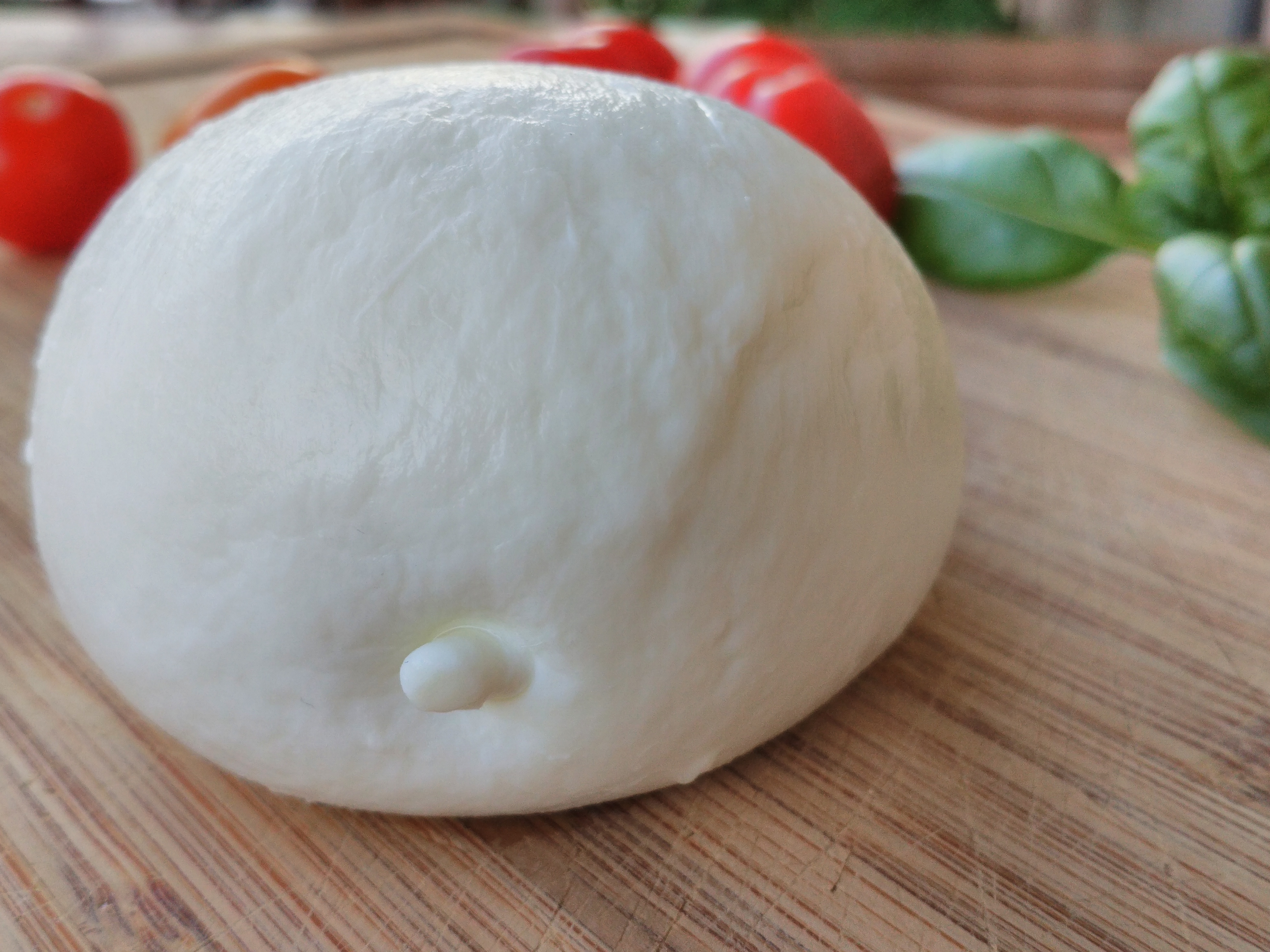
Mozzarella

Mozzarella (antingen från äldre italienskans mozza, "buffel" eller från italienskans mozzare, "skära") är en färskost från Italien och ingår som en viktig ingrediens i det italienska köket. Mozzarella kan göras på pastöriserad eller opastöriserad mjölk från vattenbuffel eller ko. Mozzarella gjord på opastöriserad mjölk från vattenbuffel kallas mer specifikt för Mozzarella di latte di bufala. Buffelmozzarella från södra Italien brukar kallas "äkta buffelmozzarella". Mozzarella di Bufala Campana är en skyddad beteckning som innebär att osten är gjord av buffelmjölk från Kampanien, AVERSA (CE).
Den första mozzarellan kom från klostren nära Neapel i regionen Kampanien i södra Italien under 1100-talet. Den var gjord på mjölk från vattenbufflar. Mozzarella blev vanlig i Sverige först under mitten av 1980-talet, när det var trendigt bland restaurangkockar att göra den italienska salladen insalata caprese med buffelmjölksbaserad mozzarella. År 2019 fanns det i Sverige två tillverkare av mozzarella med buffelmjölk och två tillverkare av mozzarella med komjölk.
Italienska mozzare i namnet kan komma av att mozzarellan vid tillverkningen klipps av till små bollar, vilket kan ske för hand eller i maskiner. Osten är vit och har en fyllig, frisk och lätt syrlig smak. Den är segare än andra färskostar eftersom den avrunna ostmassan knådas i kittlar med kokande vatten. Tillverkningsprocessen är i övrigt snarlik den för andra ostar. Buffelmjölken är fetare än komjölken och mer proteinrik, vilket ger en ost med mer gräddig smak. Det går åt mindre buffelmjölk än komjölk vid tillverkning av ost. Mozzarella gjord av komjölk är mer kompakt, något mildare i smaken och har bättre smältegenskaper än den som är gjord av buffelmjölk.
Mozzarella äts ofta färsk som den är tillsammans med tomat och basilika. Förutom i sallader är mozzarella en vanlig ingrediens i lasagne, på pizza och varma smörgåsar. Mozzarella används särskilt i länderna runt Medelhavet och i till exempel det libanesiska köket är det en vanligt förekommande ingrediens.[källa behövs]
I livsmedelsaffärer säljs osten ofta i bitar på 100-125 gram, förpackade i påsar med saltlake, men till restauranger säljs osten i större paket som nästan bara innehåller osten. Oftast säljs mozzarellan naturell, men det finns rökt och smaksatt också.